# 鹿子木小五郎

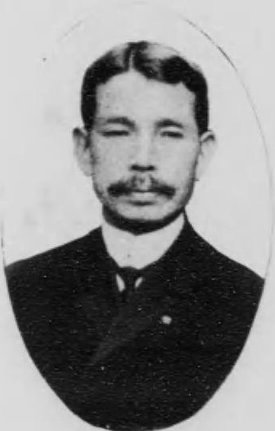
鹿子木小五郎

鹿子木 小五郎（かのこぎ こごろう、1867年3月30日（慶応3年2月25日）- 1922年（大正11年）4月1日）は、日本の官僚、裁判官、政治家。県知事、貴族院議員。

## 経歴
本籍・東京府。肥後国熊本城下中職人町（現：熊本市中央区新町）で、熊本藩士・鹿子木才七の長男として生まれる。1880年秋から慶應義塾などで学び、1883年10月、獨逸学協会学校に入学。1888年夏、同校を卒業し、同年10月、高等試験に合格。同年12月、判事試補に任じられ長崎治安裁判所詰となる。
以後、熊本始審裁判所詰、同判事、熊本地方裁判所判事、横浜地方裁判所判事を歴任。1894年2月、法制局に転じ参事官に就任。1901年11月、台湾総督府に転じ民政部通信局長兼参事官となる。1909年7月、農商務省に転じ工務局長に就任した。
1910年6月、香川県知事に登用された。以後、和歌山県・岐阜県の各知事を歴任。1921年5月、岐阜県知事を退任し、同年5月24日、貴族院勅選議員に任じられ、研究会に属し死去するまで在任した。
その他、日本大博覧会理事官、高等教育会議議員、東京高等工業学校商議員、臨時教育行政調査会委員などを務めた。

## 家族
- 父・鹿子木才七 - 熊本藩士[3]
- 妻・ハナ - 水野忠幹 (紀伊新宮藩主)の孫。
- 二女・芳 - 富永惣一の妻。

## 栄典
位階
- 1896年（明治29年）5月30日 - 正七位[4]
- 1900年（明治33年）5月30日 - 正六位[5]
- 1902年（明治35年）7月16日 - 従五位[6]
- 1906年（明治39年）2月20日 - 正五位[7]
- 1911年（明治44年）3月20日 - 従四位[8]
- 1916年（大正5年）4月10日 - 正四位[9]
- 1921年（大正10年）6月25日 - 正三位[10]

勲章　
- 1920年（大正9年）11月1日 - 旭日重光章[11]